# Цой Володимир Валерійович
Володимир Валерійович Цой (народився 17 листопада 1966, Ташкент) — український підприємець і громадський діяч, співвласник і президент групи компаній «MTI».
Учасник рейтингів найбагатших людей України:
- 2015 (100-е місце, $26 млн.)[1]
- 2012 (91-місце, $128 млн.)[2].
- 2010 (121-місце, $47,9 млн.)[3].

## Освіта
У 1989 році закінчив Київський інститут інженерів цивільної авіації за фахом «Технічна експлуатація радіоелектронного устаткування».

## Підприємницька діяльність
У 1991 році очолив компанію «MTI» і з 1999 року обіймає посаду президента компанії. У сферу інтересів В. Цоя входить дистрибуція комп'ютерної та офісної техніки; продаж взуття та аксесуарів; бутики преміум-класу. До складу «MTI» входять мережі магазинів «Інтертоп», Ecco, Plato, Kidditop, а також мережі бутиків преміум-класу Ermenegildo Zegna і Bally.

## Громадська діяльність
Володимир Цой:
- член Консультативної ради з питань миру і демократії при президентові Південної Кореї,
- голова правління Асоціації ІТ-дистриб'юторів (2004—2007)
- голова правління Асоціації підприємств інформаційних технологій України (2007—2011),
- член Київського сигарного клубу.
- член ради директорів Спілки українських підприємців[4].

## Відзнаки
- 2005 — «Людина року» за версією журналу «Компьютерное обозрение» у номінації «За найбільший внесок у розвиток ринку дистрибуції»[5].
- 2009 — визнаний найкращим менеджером у номінації «Дистрибуція ІТ»[6]
- 2011 — за підсумками 2010 зайняв 5-е місце в рейтингу «Успішні керівники українського бізнесу»[7]

## Особисте життя
Одружений з Мірі Хван-Беївною Цой (* 1970), має сина і трьох дочок.

## Виноски
1. ↑  100 самых богатых людей Украины. Полный список. ФОКУС.
2. ↑  focus.ua [Архівовано 13 квітня 2012 у Wayback Machine.] 200 найбагатших людей України — 2012. Рейтинг журналу «Фокус». (рос.)
3. ↑  focus.ua [Архівовано 19 квітня 2010 у Wayback Machine.] 200 найбагатших людей України — 2010. Рейтинг журналу «Фокус». (рос.)
4. ↑  SUP_Presentation.pdf (PDF). Процитовано 1 червня 2016.[недоступне посилання з червня 2019]
5. ↑  ko.com.ua Людина року 2005. Найвпливовіші персони українського IT-ринку. (рос.)
6. ↑  delo.ua
7. ↑  kontrakty.ua [Архівовано 17 липня 2011 у Wayback Machine.] Успішні керівники 2010. (рос.)